# 梅遂生
梅遂生（1931年—），男，湖北武昌人，中国光电子技术专家，曾任国防科工委光电子技术专业组组长，中国光学学会理事。